# Haruko Obokata
Haruko Obokata (小保方 晴子, Obokata Haruko), née à Matsudo dans la préfecture de Chiba, le 29 juin 1983, est une biologiste cellulaire japonaise et ancienne directrice de recherche en biologie du développement à l’Institut RIKEN.

## Biographie
Obokata est née à Matsudo, dans la préfecture de Chiba, au Japon, le 29 juin 1983. Elle étudie à l'université Waseda dans le département de chimie appliquée où elle obtient une licence en 2006 puis un master en 2008. Elle mène ensuite pendant deux ans des recherches à la Harvard Medical School sous la supervision de Charles Vacanti, avant de retourner à Waseda pour y finir sa thèse en 2011. La même année, elle obtient un poste à l'institut de recherche RIKEN, puis est nommée directrice du laboratoire en reprogrammation cellulaire en 2013.
Ses recherches visent à créer, à partir de cellules humaines, des cellules pluripotentes, générées par certains types de stress. Soit des cellules pour acquisition de pluripotence déclenchée par stimulus. Ces résultats, très contestés par la communauté scientifique, ont été rétractés six mois après leur publication dans Nature,.
Le 5 août 2014, son superviseur Yoshiki Sasai se suicide[réf. souhaitée][réf. souhaitée].
Le 19 décembre 2014, l'institut Riken annonce que les recherches sur les cellules STAP sont stoppées, les chercheurs n'ayant pas réussi à reproduire le phénomène observé par Haruko Obokata, qui a de son côté démissionné,.
En 2016, son livre Ano hi (あの日- Ce jour-là) relatant sa version des faits est publié par Kodansha.